# Estelle Etterre
Estelle Etterre (pe numele real Eleanor Josephine Frederick, menționată uneori Belle Hare; n. 26 iulie 1899, California, SUA – d. 7 martie 1996, Santa Ana, California, SUA) a fost o actriță americană. A apărut în mai multe filme ale lui Hal Roach de la începutul anilor 1930, cum ar fi scurtmetrajele cu Stan și Bran County Hospital, The Chimp⁠(d) (ambele din 1932) și Our Relations⁠(d) (1936). A jucat, de asemenea, roluri minore în scurtmetrajele Our Gang⁠(d) Free Eats⁠(d) (1932), Choo-Choo!⁠(d) (1932), The Pooch⁠(d) (1932), Free Wheeling⁠(d) (1932) și Forgotten Babies⁠(d) (1933). Mai târziu a apărut, printre altele, în filmul In The Navy (1941) cu Abbott și Costello și și-a încheiat cariera cu un rol în filmul Candidatul manciurian (1962).

## Biografie
Estelle Etterre s-a născut pe 26 iulie 1899, în orașul San Francisco din California în familia lui William Howard Frederick și a soției sale, Carrie May Case, și a primit numele de Eleanor Josephine Frederick. Tatăl ei era proprietarul unui grajd de cai și s-a ocupat ulterior cu creșterea de vite la Fresno. După moartea tatălui ei, Estelle s-a mutat cu mama ei la Los Angeles și, conform recensământului, locuiau acolo în anul 1920 într-un apartament. Cele două femei lucrau amândouă pentru a se întreține: mama ei era croitoare la o familie locală, iar Estelle opera un comptometru⁠(d) pentru o companie de căi ferate. Estelle s-a căsătorit la 3 iunie 1920 în Los Angeles cu Josef Werner Makk Jr., care era croitor de rochii și deținea împreună cu tatăl său un magazin la Pasadena. Soțul ei a decedat însă la 22 februarie 1925.
Frumusețea Estellei a atras atenția celebrului artist internațional James Montgomery Flagg (creatorul posterului de recrutare cu „Unchiul Sam” din Primul Război Mondial), care a angajat-o ca model, a reprezentat-o în desene și a considerat-o drept „cea mai frumoasă fată de la Hollywood”. După aceea, ea a devenit fotomodel și a apărut în prezentări de modă, care au avut loc în principal la Café Montmartre⁠(d). În acea perioadă Estelle Etterre a decis să încerce să apară în filme, iar Pearl Eaton⁠(d), care era coregrafă principală și directoare de dans în cadrul companiei RKO Pictures, și-a amintit că a văzut-o la Café Montmartre și a ales-o dintre câteva sute de femei ca una dintre cele 12 actrițe care au semnat contracte cu casa de producție de filme. Etterre a descoperit curând că, prin contractele semnate, actrițele erau limitate de obicei să interpreteze doar roluri minore, ceea ce a determinat-o să nu mai lucreze în filme atunci când contractul ei a expirat. Ea a devenit showgirl⁠(d), dar a reluat mai târziu activitatea de model, atât pentru prezentări de modă, cât și pentru fotografii comerciale. A apărut, de asemenea, în mai multe filme.
Primii săi zece ani în industria filmului i-au îmbunătățit situația financiară, iar Estelle a ajuns în anul 1940 să câștige 2.500 de dolari pe an ca actriță cu normă întreagă și să fie proprietara unei case proprii în valoare de 5.000 de dolari în Studio City din Los Angeles. Continua atunci să locuiască împreună cu mama ei, dar aceasta nu mai lucra și se pensionase. Estelle Etterre s-a căsătorit din nou pe 3 aprilie 1943 cu Donald Hyde Clough, un inginer electric care era divorțat și avea o fiică pe nume Diane. Ea era cu 11 ani mai în vârstă decât soțul ei și, din acest motiv, a declarat că ar avea cu cinci ani mai puțin pentru certificatul de căsătorie. Cei doi au divorțat ulterior, iar Donald Hyde Clough a murit în anul 1963.
Estelle Etterre a decedat în urma unui stop cardio-respirator la 7 aprilie 1996, la vârsta de 96 de ani, la Country Club Convalescent Hospital din Santa Ana (comitatul Orange, California). Ea locuia în acea vreme cu fiica ei vitregă, Diane Palmer.

## Filmografie

### Filme de cinema
În toate filmele sale, ea a jucat doar roluri minore, iar pentru multe dintre ele nici măcar nu a fost menționată pe generic.
- On the Loose⁠(d) (1931)
- Free Eats⁠(d) (1932)
- The Nickel Nurser (1932)
- Choo-Choo!⁠(d)* (1932)
- The Chimp⁠(d) (1932)
- The Pooch⁠(d) (1932)
- County Hospital* (1932)
- Free Wheeling⁠(d) (1932)
- Forgotten Babies⁠(d)* (1933)
- The Romantic Age⁠(d) (1934)
- If You Could Only Cook⁠(d) (1935)
- The Preview Murder Mystery⁠(d) (1936)
- The Moon's Our Home⁠(d) (1936)
- Our Relations⁠(d) (1936)
- Wedding Present⁠(d) (1936)
- I Promise to Pay⁠(d) (1937)
- King of Gamblers⁠(d) (1937)
- Mountain Music⁠(d) (1937)
- The Big Broadcast of 1938 (1938)
- Dangerous to Know⁠(d) (1938)
- Test Pilot⁠(d) (1938)
- Woman Against Woman⁠(d) (1938)
- Sweethearts⁠(d) (1938)
- North of Shanghai⁠(d) (1939)
- Sergeant Madden⁠(d) (1939)
- Serenade⁠(d) (1939)
- The Women⁠(d) (1939)
- Women in War⁠(d) (1940)
- The Monster and the Girl (1941)
- In The Navy (1941)
- Blossoms in the Dust⁠(d) (1941)
- Life Begins for Andy Hardy⁠(d) (1941)
- Unholy Partners⁠(d) (1941)
- Dr. Gillespie's New Assistant⁠(d) (1942)
- Three Hearts for Julia⁠(d) (1943)
- Under the Clock⁠(d) (1945)
- Gangs of the Waterfront⁠(d) (1945)
- Sunset in El Dorado⁠(d) (1945)
- Week-End at the Waldorf⁠(d) (1945)
- An Angel Comes to Brooklyn⁠(d) (1945)
- Gay Blades⁠(d) (1946)
- The Trespasser⁠(d) (1947)
- The Bride Goes Wild⁠(d) (1948)
- Polly Fulton⁠(d) (1948)
- The Hunted⁠(d) (1945)
- Force of Evil (1948)
- Duke of Chicago⁠(d) (1949)
- The Yellow Cab Man⁠(d) (1950)
- Shadow on the Wall⁠(d) (1950)
- Tatăl miresei (1950)
- The Jackpot⁠(d) (1950)
- Follow the Sun⁠(d) (1951)
- The Tall Target⁠(d) (1951)
- Here Comes the Groom⁠(d) (1951)
- The Unknown Man⁠(d) (1951)
- Când lumile se ciocnesc (1951)
- Skirts Ahoy!⁠(d) (1952)
- Pat and Mike⁠(d) (1952)
- Sudden Fear⁠(d) (1952)
- Confidentially Connie⁠(d) (1953)
- The Band Wagon⁠(d) (1953)
- Torch Song⁠(d) (1953)
- About Mrs. Leslie⁠(d) (1954)
- Interrupted Melody⁠(d) (1955)
- The Birds and the Bees⁠(d) (1956)
- The Leather Saint⁠(d) (1956)
- The Opposite Sex⁠(d) (1956)
- Ask Any Girl⁠(d) (1959)
- Please Don't Eat the Daisies⁠(d) (1960)
- The Subterraneans⁠(d) (1960)
- All Fall Down⁠(d) (1962)
- Candidatul manciurian (1962)

[*] Menționată ca Belle Hare

### Filme de televiziune
- The George Burns and Gracie Allen Show (1954)
- It's a Great Life (1955)
- Leave It to Beaver (1961)
- The Lucy Show (1964)